# Amanda Polk
Amanda Polk (* 2. August 1986 in Pittsburgh) ist eine US-amerikanische Ruderin sowie Olympiasiegerin und fünffache Weltmeisterin im Achter.  
Polk begann 2002 mit dem Rudern und nahm 2004 an den Junioren-Weltmeisterschaften teil, wo sie mit dem amerikanischen Achter den siebten Platz belegte. 2008 siegte sie im Achter bei der U23-Weltmeisterschaft. Bei den Ruder-Weltmeisterschaften 2009 in Posen belegte sie zusammen mit Jamie Redman, Elle Logan und Esther Lofgren im Vierer ohne Steuerfrau den zweiten Platz hinter dem Boot aus den Niederlanden. 2010 wechselten die Ruderinnen in den Achter und erkämpften den Titel bei den Weltmeisterschaften in Neuseeland in der Besetzung Anna Goodale, Amanda Polk, Jamie Redman, Taylor Ritzel, Esther Lofgren, Elle Logan, Meghan Musnicki, Katherine Glessner und Steuerfrau Mary Whipple.
2011 versuchte sich Amanda Polk zusammen mit Erin Cafaro bei der ersten Weltcupregatta in München-Oberschleißheim im Zweier ohne Steuerfrau und belegte den vierten Platz. Beim Weltcupfinale in Luzern saßen beide im Achter, der diese Regatta auch gewann. Nach Umbesetzungen verteidigte der US-amerikanische Achter auch den Titel bei den Weltmeisterschaften in Bled, im Siegerboot saßen Esther Lofgren, Zsuzsanna Francia, Meghan Musnicki, Taylor Ritzel, Jamie Redman, Amanda Polk, Caroline Lind, Elle Logan und Mary Whipple.  
Bei den Ruder-Weltmeisterschaften 2013 in Chungju gewann sie im Achter ebenso die Goldmedaille wie bei den Weltmeisterschaften 2014 und 2015. Die seit 2006 andauernde Siegesserie des US-Achters setzte sich auch bei den Olympischen Spielen 2016 fort, als Emily Regan, Kerry Simmonds, Amanda Polk, Lauren Schmetterling, Tessa Gobbo, Meghan Musnicki, Elle Logan, Amanda Elmore und Steuerfrau Katelin Snyder vor den Britinnen und den Rumäninnen siegten.